# Corydoras oxyrhynchus
Corydoras oxyrhynchus är en fiskart som beskrevs av Han Nijssen och Isbrücker, 1967. Corydoras oxyrhynchus ingår i släktet Corydoras och familjen Callichthyidae. Inga underarter finns listade i Catalogue of Life.